# 2824 Franke
2824 Franke је астероид главног астероидног појаса чија средња удаљеност од Сунца износи 2,325 астрономских јединица (АЈ).
Апсолутна магнитуда астероида је 13,8.